# 시마네현 제2구
시마네현 제2구(일본어: 島根県第2区)는 일본의 중의원 선거구이다. 

## 역사
1994년 공직선거법 개정으로 신설되었다. 2002년 공직선거법이 개정되어 구역 변동이 있었다.

## 지역
- 하마다시
- 운난시 일부 (옛 오하라군 지역, 2002년 변동)
- 이즈모시 일부 (옛 이시군 일부 지역, 2002년 변동)
- 마스다시
- 오다시
- 고쓰시
- 이시군
- 오치군
- 가노아시군

## 역대 국회의원
| 선거          | 선거            | 의원            | 정당       |
| ------------- | --------------- | --------------- | ---------- |
|               | 1996년 제41회   | 다케시타 노보루 | 자유민주당 |
| 2000년 제42회 | 다케시타 와타루 |                 | 자유민주당 |
| 2003년 제43회 | 다케시타 와타루 |                 | 자유민주당 |
| 2005년 제44회 | 다케시타 와타루 |                 | 자유민주당 |
| 2009년 제45회 | 다케시타 와타루 |                 | 자유민주당 |
| 2012년 제46회 | 다케시타 와타루 |                 | 자유민주당 |
| 2014년 제47회 | 다케시타 와타루 |                 | 자유민주당 |
| 2017년 제48회 | 다케시타 와타루 |                 | 자유민주당 |

## 역대 선거 결과

### 2017년 (제48회)
|  | 67.82% |

|  | 19.56% |

|  | 12.61% |

## 같이 보기
- 돗토리현·시마네현 선거구